# Kwas pirogronowy
Kwas pirogronowy (kwas 2-oksopropanowy) – organiczny związek chemiczny z grupy α-ketokwasów. Jest produktem przejściowym fermentacji alkoholowej węglowodanów. W organizmach powstaje zwykle jako produkt glikolizy w ciągu reakcji zachodzących w cytozolu. W warunkach beztlenowych (lub gdy w komórce nie ma mitochondriów, np. erytrocytach, bakteriach) przekształcenie jednej cząsteczki glukozy do 2 cząsteczek pirogronianu dostarcza 2 cząsteczek ATP i 2 cząsteczek NADH. Pirogronian redukowany jest do mleczanu dzięki enzymowi dehydrogenazie mleczanowej (LDH, ang. lactate dehydrogenase), dzięki czemu następuje odtworzenie NAD+: 
Pirogronian w warunkach tlenowych jest transportowany do mitochondrium za pomocą białka transportowego translokazy pirogronianowej (z rodziny MPC ang. mitochondrial pyruvate carrier, wykorzystującego energię symportera z H+), następnie przekształcony przez kompleks dehydrogenazy pirogronianowej do Acetylo-CoA uczestniczy w cyklu kwasu cytrynowego (cyklu Krebsa).
Pirogronian tworzy też substrat stały cyklu Krebsa – szczawiooctan, reakcja karboksylacji pirogronianu jest katalizowana przez karboksylazę pirogronianową.
Stąd pirogronian (pochodzący z glikolizy, czyli pierwotnie z glukozy) jest niezbędny do efektywnego przebiegu cyklu Krebsa. Acetylo-CoA uzyskiwany jest także w wyniku beta-oksydacji, lecz nie zostanie włączony do cyklu Krebsa bez wystarczającego stężenia szczawiooctanu. Zajdzie wtedy synteza ciał ketonowych w wątrobie.
Trzecim wykorzystaniem pirogronianu w organizmie jest biosynteza alaniny (transaminacja). Reakcja ta może zachodzić w dwie strony.